# Guinness
Guinness (ˈɡɪnᵻs) je obchodní značka tmavého piva s výraznou nasládlou chutí, vyráběného původně v Irsku. Prvně bylo pivo vyrobeno ve městě Dublin v továrně St. James' Gate v roce 1759. Vaří se od roku 1759, kdy si Arthur Guinness najal v Dublinu malý pivovar a začal vařit pivo pod svým jménem. Zprvu to bylo svrchně kvašené pivo typu ale, ale posléze přešel k výrobě tmavého piva porteru, v té době velmi oblíbeného u vrátných v Covent Garden v Londýně (angl. porter – vrátný ). Protože se jednalo o velmi silné, tuhé pivo, vžil se pro něj název „stout“ (angl. stout – podsaditý).
Dnes je Guinness šestým největším pivovarem na světě a zaměstnává 12 500 lidí, svoje produkty vyrábí v 50 státech světa a prodává je ve 150. Každý den se vypije 10 milionů sklenic tohoto piva. V kategorii stout je podíl Guinnesse 80 % celosvětové produkce. Od roku 1992, kdy byl představen první irský pub podle jednotné koncepce, jich bylo k dnešku otevřeno s pomocí Guinnesse celkem 1 800 v 50 různých zemích. Má méně kalorií než sklenice polotučného mléka nebo pomerančového džusu.[zdroj⁠?!]
Guinnessova kniha rekordů je opravdu součástí tohoto pivovarského gigantu.

## Historie
Arthur Guinness začal vařit pivo v roce 1759 v pivovaru St. James's Gate, v Dublinu. Dne 31. prosince 1759 podepsal smlouvu o pronájmu nevyužitých částí pivovaru na 9000 let za 45 liber ročně. O deset let později, 19. května 1769 Guinness vyváží své pivo poprvé do zahraničí. Šest sudů bylo odesláno do Anglie.
Guinnesse věřil, že jako první vyrábí pivo typu stout, nicméně první zmínky o tomto typu piva se objevily v dopise Egertona z roku 1677, což bylo 50 let předtím, než se Arthur Guinness narodil. Pojem "Stout" původně značil "sílu" piva, ale později se význam přenesl k barvě piva.

## Guinness a zdraví

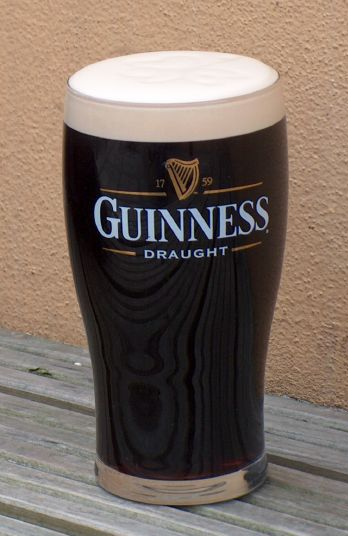
Guinness

Studie tvrdí, že pivo Guinness může být prospěšné srdci. Vědci zjistili, že antioxidanty v pivě Guinness jsou velmi podobné těm, které byly nalezeny u ovoce a zeleniny, a mají příznivý vliv na lidský organismus, protože zpomalují ukládání škodlivého cholesterolu na stěny cév.

## Druhy piva Guinness
Guinness "Stout" je k dispozici v mnoha variantách, mezi které patří:
- Guinness Draught se prodává v sudech, láhvích a plechovkách. Obsah alkoholu v pivu se pohybuje mezi 4,1 až 4,3 %. Extra studený se podává při teplotě 3,5 °C.[8]
- Guinness Original/Extra Stout má rozdílný obsah alkoholu v jednotlivých zemí, kde se prodává. 4,2 % – 4,3 % v Irsku a zbytku Evropy kromě Německa, kde má obsah alkoholu 4,1 %, v Namibii a Jižní Africe 4,8 %, 5 % v USA a Kanadě, a 6 % v Austrálii a Japonsku.
- Guinness Foreign Extra Stout má nejběžnější obsah alkoholu 7,5 %. Základem je nekvašená mladina Guinness z expedice v Dublinu, do které se přidávají místní složky a kvasinky. Síla se v konečném stádiu může lišit. Například v Číně má obsah alkoholu 5 %, 6,5 % na Jamajce a ve východní Africe, 6,8 % v Malajsii, 7,5 % ve Spojených státech, a 8 % v Singapuru.[9][10]
- Guinness Special Export Stout Bylo vytvořeno na popud Johna Martina z Belgie v roce 1912.[11] Obsah alkoholu v pivu je 8 %.
- Guinness Bitter je pivo britského typu, hořké s obsahem alkoholu 4,4 %.
- Guinness Extra Smooth je jemnější černé pivo prodávané v Ghaně, Kamerunu a Nigérii s obsahem alkoholu 5,5 %.
- Malta Guinness je nealkoholické sladké pivo vyráběné v Nigérii a vyvážené do Spojeného království, východní Afriky a Malajsie.

## Nalévání a podávání

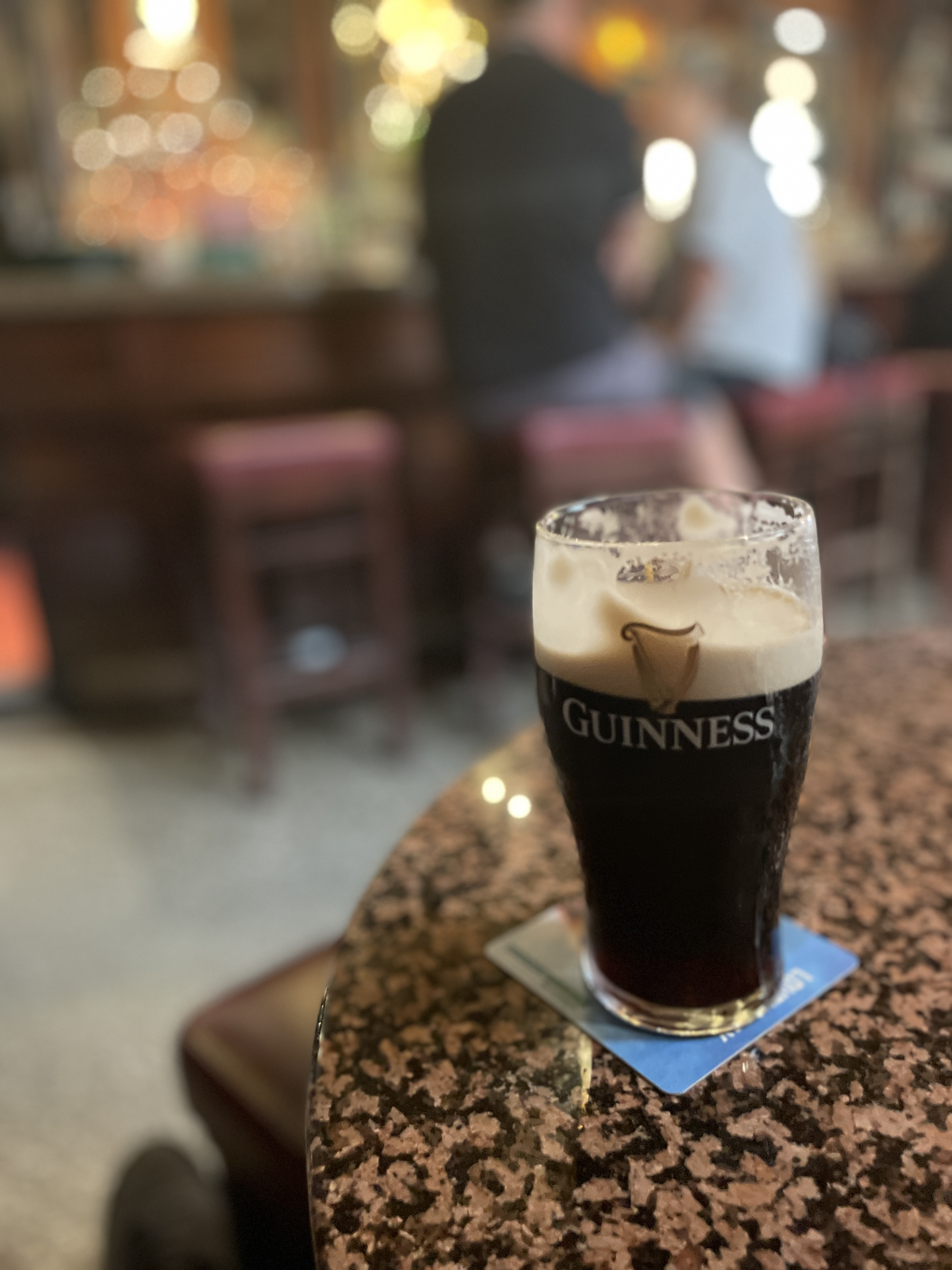
Pivo Guinness v dublinské hospodě The Stag's Head

Společnost Diaego nazývá "perfektní pivo" Guinness, které je čepované ze dvou píp za 119,53 sekund. Guinness tuto dobu podporoval kampaní "Dobré věci přicházejí k těm, kteří čekají". Draught Guinness by se měl podávat za teploty 6 °C, zatímco Extra Cold Guinness by měl být podávaný za teploty 3,5 °C.
Pinta piva Guinnesse by se měla podávat ve sklenici mírně tvarované do tulipánu. Na cestě ke kohoutku je pivo upravováno a chlazeno tak, aby tvořilo drobné bublinky, ze kterých vznikne krémová hlava piva (pěna), ve které barman vytváří způsobem čepování typický irský trojlístek.
Klasický Draught Guinness se nalévá do sklenice jedním plynulým tahem, kdežto lahvový Guinness by se správně měl pít přímo z láhve.
V dubnu roku 2010, poprvé po deseti letech vydal Guinness novou sérii sklenic, které jsou vyšší a užší. Nové sklenice by postupně měly nahradit ty stávající.

## Kulinářské využití
Guinness je často používán jako součást receptů v autentických irských hospodách ve Spojených státech, kde se přidává téměř do všeho.

## Reklama
Od roku 1930 začal Guinness kvůli klesajícímu prodeji s dlouhodobou reklamní kampaní. Do té doby Guinness neměl téměř žádnou komerční reklamu a prodával výrobek jen ústně.
Ikonická představa piva Guinness je především kvůli reklamě na něj. Nejpozoruhodnější a nejvíce rozeznatelnou sérií reklam a inzerátů byla od Benson´s advertising, která byla primárně navržena umělcem Johnem Gilroyem ve 30. a 40. letech 20. století. Vytvořené plakáty a inzeráty obsahovali hesla jako "Guinness pro sílu", "Krásný den pro Guinness", "Guinness Vás udělá silným", "Můj bože, můj Guinness", a nejznámější "Guinness je pro Vás dobrý". Plakáty jsou téměř umělecká díla. Nejčastěji se na nich objevují zvířata, jako je klokan, pštros, lev ale zejména tukan, který se stal stejně tak jako harfa symbolem piva Guinness. V reklamě z roku 1940 se objevil slogan: "Tukanovití v jejich hnízdech souhlasí/Guinness je dobrý pro tebe/Zkus jedno dne a uvidíš/co jedno nebo tukan dovede."
Reklamu ilustrovali významní umělci a tak se postupem času jednotlivé plakáty a inzeráty staly sběratelskými předměty s velmi vysokou cenou.
Na přelomu 80. a 90. let byla ve Velké Británii několikrát oceněna reklamní kampaň, kde se objevoval černý humor a hrál zde herec Rutger Hauer. Tématem reklamní kampaně byl "Pure Genius" (ryzí génius).
Pivo Guinness je také oblíbenou značkou Jacka O´Neilla (Richard Dean Anderson) ve sci-fi seriálu Hvězdná Brána.

## Celosvětový prodej
Prodej piva Guinness v Irsku a Británii klesl v roce 2006 o 7 %. Přestože Guinness tvoří čtvrtinu všech prodaných piv v Irsku.
Velký podíl na prodeji má Guinness v Africe, kde se prodává od roku 1827. Asi 40 % z celkového objemu piva Guinness ve světě se vyrábí a prodává v Africe.
Guinness Stout se vaří v licenci na mezinárodní úrovni v několika zemích, včetně Nigérie, na Bahamách, Kanadě a Indonésii.
Nejvíce piva Guinness se vypije ve Spojeném království, na druhém místě je Irsko, třetí je Nigérie, následují Spojené státy americké. V USA se v roce 2010 vypilo 950 000 hektolitrů piva Guinness.